# ذلف‌آباد
شهر زیزمینی ذلف‌آباد از توابع فراهان در ۴۸ کیلومتری شمال اراک قرار دارد. قدمت اصلی آن به ۴۸۰۰ سال پیش می باشد. آثار برجامانده از این شهر زیرزمینی بیانگر آن است که این منطقه در گذشته مکانی آباد و بزرگ و صاحب تمدن بوده است. مساحت این محوطه تاریخی ۱۱۰ هکتار است و در آن آثاری از دوره ایلخانی تا قاجار بدست آمده است. طی آواربرداری‌هایی که در این شهر تاریخی شده آثاری از بازار، میدان و پلان‌هایی از خانه‌های مسکونی نمایان شده است. طبق نظریۀ باستان‌شناسان، آثار باستانی و نمونه ظروف و خشت کاخ‌های سلاطین که از این شهر باستانی مورد مطالعه قرار گرفته، نشان‌دهنده هفت دوره تمدن باستانی از زمان دولت ماد به بعد می‌باشد. یک طبقه از شهر به صورت زیرزمینی ساخته شده و طبقه دیگر بر روی تپه‌ای بنا گردیده است. طبقه زیرین شهر مشهد ذلف‌آباد که خود شهر دیگری است باغها، خیابان‌ها و چهارسوق‌های متعدد کشف گردیده که حداقل مساحت آن سی کیلومتر در سی کیلومتر می‌باشد. ذلف‌آباد در فروردین ماه ۱۳۴۷ به عنوان مهم‌ترین شهر باستانی ایران از طرف وزارت فرهنگ و هنر به ثبت رسید و جزو آثار ملی درآمد.
کاوش‌های انجام شده در این محوطه باستانی نشان داده است که این شهر متعلق به دوره ایلخانان و سلجوقیان بوده و به لحاظ جایگاه اقتصادی و سیاسی ارتباط قوی با مناطق همجوار داشته است. در این کاوش‌ها بیش از یکصد قلم شیء شامل سکه، نقش مهر، گردنبند و دستبند تزئینی، انواع ظروف سفالینه و النگو کشف شده که متعلق به سده ۶ تا ۱۱ هجری بوده است. برخی از اشیای بدست آمده از کاوشهای این منطقه در گنجینه حمام چهارفصل اراک نگهداری شده که برای بازدید همگان به نمایش در آمده‌است.